# Jeffrey Pfeffer
Jeffrey Pfeffer (nacido el 23 de julio de 1946, en San Louis, Missouri), es el titular de la Cátedra Thomas D. Dee II, de Comportamiento Organizacional en la Escuela de Graduados de Negocios, de la Universidad de Stanford, y es considerado uno de los más influyentes pensadores de gerencia. Pfeffer se esfuerza por educar e inspirar a los líderes en la búsqueda del poder a través de la evidencia de la gestión basada en el saber, la alta cultura, y una poco convencional sabiduría.

## Biografía
Pfeffer se graduó de la escuela Webb de California. Recibió su licenciatura en ciencias orientación administración y gestión, y maestría en ciencia orientación administración industrial, ambos títulos de la Universidad Carnegie-Mellon y su doctorado en administración de empresas y comportamiento organizacional de la Universidad de Stanford. Comenzó su carrera en la escuela de negocios en la Universidad de Illinois y luego enseñó en la Universidad de California, Berkeley desde 1973 a 1979.
Pfeffer ha impartido charlas en 39 países de todo el mundo y ha impartido seminarios de gestión para numerosas empresas y asociaciones en los Estados Unidos, incluidas Sutter Health, Mayo Clinic, Kaiser Permanente, John Hancock, Hewlett-Packard y la Online Publishers Association ahora llamada DCN.
Pfeffer ha formado parte de los directorios de varias empresas de administración de capital humano, incluidas Resumix, Unicru y Workstream. También se desempeñó en la junta de Sonosite (SONO), que cotiza en bolsa, durante diez años y en los consejos de administración de las compañías privadas de alta tecnología Actify y Audible Magic. Actualmente se encuentra en la junta directiva de la organización sin fines de lucro Quantum Leap Healthcare y de la empresa privada Berlin Packaging.
Pfeffer ha ganado numerosos premios por sus artículos y libros. Fue elegido miembro de la Academia de Administración hace más de 25 años, fue becario en el Centro de Estudios Avanzados en Ciencias del Comportamiento, ganó el premio Richard D. Irwin por contribuciones académicas a la gestión, actualmente ocupa el puesto 17 en la lista de pensadores de la alta dirección, y en 2011, recibió un doctorado honorario de la Universidad de Tilburg en los Países Bajos.

## Trabajos
Los intereses de investigación de Pfeffer son muy amplios. Aunque es probablemente más famoso en los círculos académicos por desarrollar la teoría de la dependencia de los recursos (El control externo de las organizaciones: una perspectiva de dependencia de los recursos).
Ha realizado investigación teórica y empírica sobre los temas de gestión de recursos humanos, poder y política en las organizaciones, gestión basada en la evidencia, la brecha de saber hacer, liderazgo, estratificación y mercados laborales dentro de las organizaciones, la sociología de la ciencia, cómo y por qué las teorías pueden convertirse en autocumplidas, la relación psicológica entre el tiempo y el dinero, y la evaluación económica.

### Sobre el poder efectivo en las organizaciones
Pfeffer ha impartido clases electivas y básicas en gestión de recursos humanos y el curso básico en comportamiento organizacional. Cuando se unió a la facultad de Stanford, desarrolló una asignatura opcional sobre el poder en las organizaciones. Primero fue llamada Power and Politics in Organizations, y hace algunos años la clase fue retitulada The Paths to Power. La materia optativa ha sido siempre popular, con Pfeffer enseñando dos secciones por año y, a lo largo de los años, otros colegas enseñando secciones también.

### Escritos
Pfeffer ha escrito más de 150 artículos y capítulos de libros. Es autor de 14 libros, entre ellos: La ecuación humana: generar ganancias poniendo a las personas primero, Dirigiendo con poder: política e influencia en las organizaciones, La brecha sabia: cómo las empresas inteligentes convierten el conocimiento en acción, Valor oculto: cómo alcanzan las grandes empresas resultados extraordinarios con personas ordinarias, Hechos concretos, medias verdades peligrosas y tonterías totales: sacar provecho de la gestión basada en la evidencia, ¿Qué estaban pensando? Sabiduría no convencional sobre la gestión y el poder: por qué algunas personas la tienen, y otros no.
Pfeffer ha escrito casos sobre cómo las personas adquieren poder y cómo administran sus carreras, incluidos los casos de Keith Ferrazzi, Jeffrey Sonnenfeld, Ross Walker, Amir Dan Rubin, Zia Yusuf y Laura Esserman. También ha escrito casos sobre compañías que practican arreglos de trabajo de alto compromiso / alto desempeño, incluyendo Southwest Airlines, DaVita, Men's Wearhouse, Holy Cross Hospital, SAS Institute y la región andina de Kimberly-Clark.
Durante cinco años, Pfeffer escribió una columna mensual para la revista de Time-Warner, Business 2.0. Durante casi tres años, escribió una columna de asesoramiento profesional para Capital, la principal revista de economía y negocios de Turquía. Actualmente escribe una columna en línea aproximadamente dos veces al mes para Fortune.

## Publicaciones
- 1978. The External Control of Organizations: A Resource Dependence Perspective. with Gerald R. Salancik. Harper & Row
- 1975. Organizational Design (A H M Publications, 1975)
- 1981. Power in Organizations (HarperCollins, 1981)
- 1982. Organizations and Organization Theory (HarperCollins, 1982)
- 1992. Managing with Power: Politics and Influence in Organizations (Harvard Business School Press, 1992)
- 1994. Competitive Advantage Through People: Unleashing the Power of the Work Force (Reed Business Information, 1994)
- 1997. New Directions for Organization Theory:  Problems and Prospects (Oxford University Press USA, 1997)
- 1998. The Human Equation:  Building Profits by Putting People First (Harvard Business School Press, 1998)
- 2000. The Knowing-Doing Gap:  How Smart Companies Turn Knowledge into Action. With Robert I. Sutton (Harvard Business School Press, 2000)
- 2000. Hidden Value:  How Great Companies Achieve Extraordinary Results with Ordinary People With Charles A. O'Reilly III (Harvard Business School Press, 2000)
- 2006. Hard Facts, Dangerous Half-Truths, and Total Nonsense: Profiting from Evidence-Based Management With Robert I. Sutton (Harvard Business School Press, 2006)
- 2007. What Were They Thinking: Unconventional Wisdom About Management (Harvard Business School Press, 2007)
- 2010. Power: Why Some People Have It and Others Don't (HarperBusiness, 2010)
- 2015.  Leadership BS:  Fixing Workplaces and Careers One Truth at a Time (HarperBusiness, 2015).
- Pfeffer, Jeffrey (2018). Dying for a Paycheck: Why the American Way of Business Is Injurious to People and Companies. New York: HarperCollins. ISBN 9780062800923. OCLC 1017972923.